# Famille Galmiche (Jeannel)
Pour les articles homonymes, voir Galmiche.
La famille Galmiche (Jeannel)  est une ancienne famille comtoise devenue parisienne par Claude-Élie Galmiche père de Paul Galmiche rhumatologue pionnier de la podologie, alliant la famille parisienne de Julien-François Jeannel homme protée, pharmacien de formation, médecin chercheur, hygiéniste, pionnier de la viande séchée et de la poste aérienne, innovateur dans le monde sociétal médical et enseignant.
À partir du xixe siècle ces familles génèrent de nombreux scientifiques dans le domaine médical.

## Origine

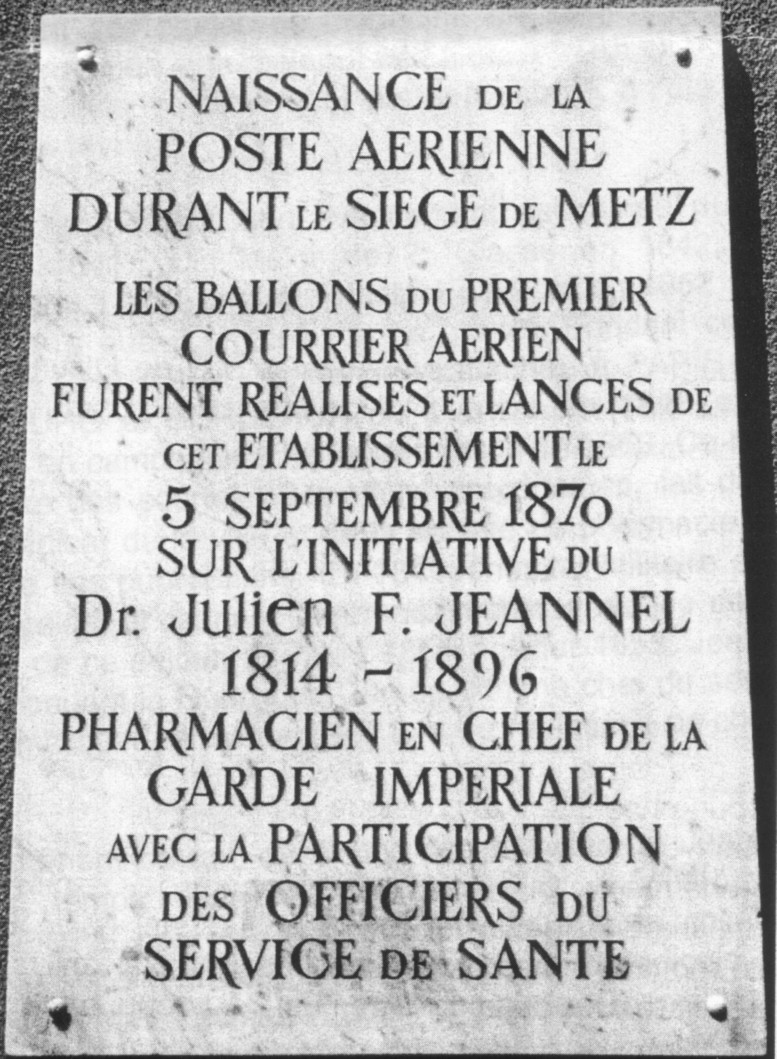
Plaque commémora- tive de la naissance de la poste aérienne pendant le siège de Metz en 1870 sur l'initiative de Julien-François Jeannel

Après des études de pharmacien au Val de Grâce dont il sort lauréat, Julien-François Jeannel continue des études de médecine à la faculté de Paris sanctionnées par le titre de Docteur. Les études de pharmacien faites dans le cadre de l'armée, l'obligent à suivre différentes affectations en Algérie puis dans le sud de la France où il s'établira définitivement.
Claude Joseph Constant Galmiche, menuisier instruit, descendant d'une grande famille comtoise lance avec ses 10 enfants une lignée de spécialistes en menuiserie dans l'est de la France et médecine sur Paris. Son petit-fils Paul épouse Jacqueline Jeannel arrière-petite-fille de Maurice Jeannel.
L'alliance de ces deux familles donnera plusieurs personnalités médicales.

## Principales personnalités
Par ordre alphabétique

### Galmiche
- Bernard Galmiche,  né le 26 décembre 1919 à Montbard Côte d'Or et mort en 1993 à Meylan,  commissaire en 1956 à Lille puis commissaire principal à Grenoble en 1967, élu au Bureau national des commissaires de police[2]. Il assure la sécurité des Jeux olympiques de Grenoble 1968[3]. Sa carrière se poursuit comme commissaire central de police à Versailles en 1971[4] où il assure la sécurité d'hôtes de marque de la République[3], il revient en tant que directeur départemental des polices urbaines en 1974. La région grenobloise subit de juin à octobre 1976 la psychose des Brigades rouges groupe 666[5]. Le commissaire termine sa carrière à Lille trois ans plus tard nommé au grade le plus élevé de la hiérarchie.

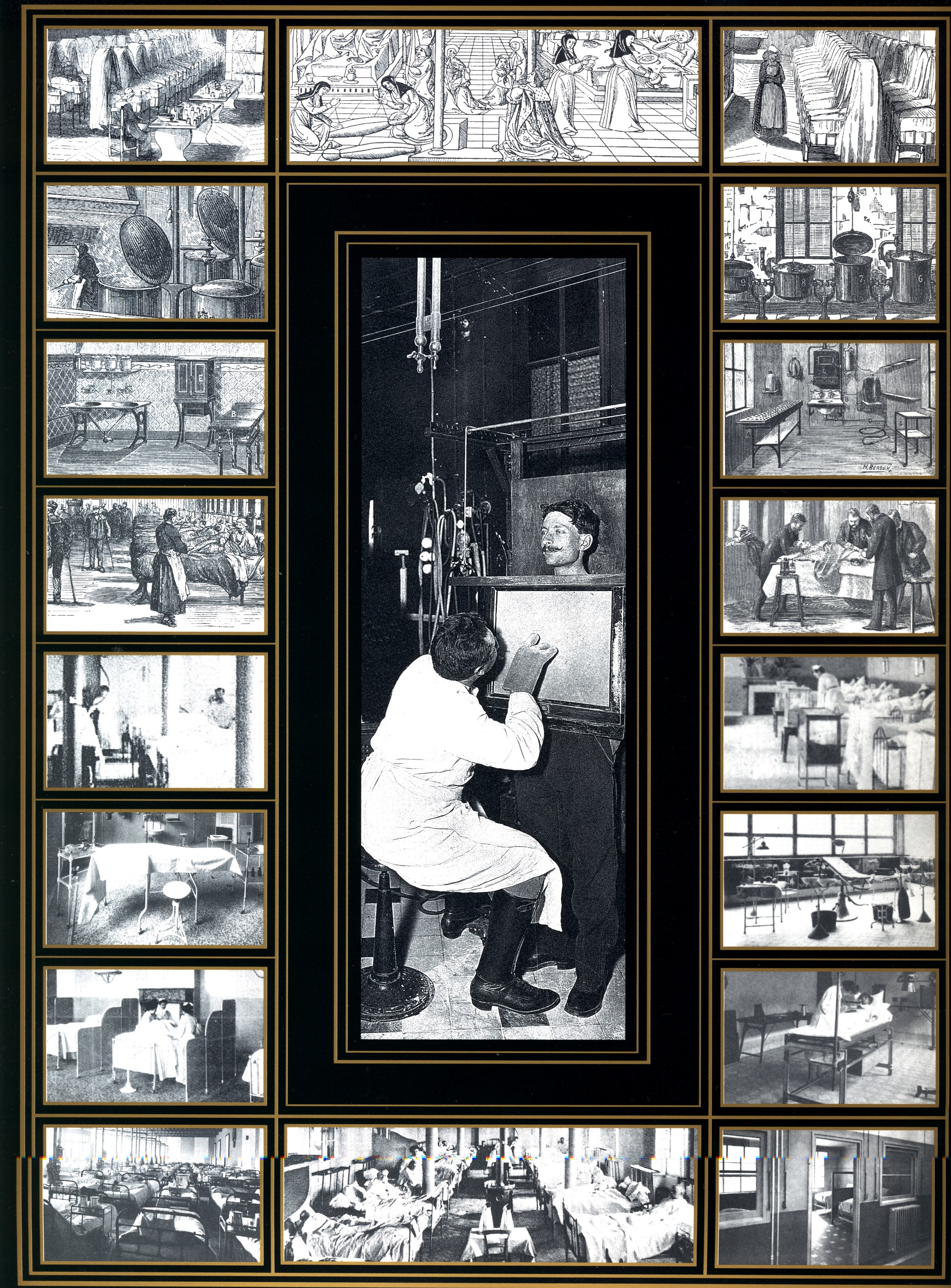
Histoire et actualité des maladies nosocomiales 4e de couv 1986 de Jean-Marie Galmiche

- Histoire et actualité des maladies nosocomiales 4e de couv 1986 de Jean-Marie GalmicheJacqueline Renée Galmiche née Jeannel 21 octobre 1918 Coauteur d’ouvrages scientifiques avec Paul et Jean-Marie Galmiche[6],[7],[8],[9].
- Jean-Marie Galmiche, né le 29 septembre 1943 à Paris 16e, est radiologue fils aîné du rhumatologue Paul Galmiche. Petit-fils maternel du René Jeannel1 qui lui a transmis sa passion pour les sciences naturelles. Parallèlement à son activité médicale, il a publié sur l’histoire de la médecine et la botanique. La famille paternelle de Jean-Marie Galmiche est originaire de Beulotte-Saint-Laurent en Haute-Saône.
- Michel Galmiche, né en 1946 à Montbard et mort à Clichy en 1992. Professeur  à la Sorbonne auteur d’ouvrages sur la grammaire et la sémantique[10], peintre hyperréaliste[11], inspirateur affectueux du nom des chats galmicheux de l’œuvre de science-fiction Franchoupia de Jean-Claude Albert-Weil[12]. Ses nombreux ouvrages sur la grammaire et la sémantique coécrits avec Michel Arrivé et Françoise Gadet sont toujours d'actualité[13],[14],[15],[16],[17],[18].
- Paul Galmiche, né le 28 août 1914 à Exideuil en Charente et mort le 26 avril 2004 à Nîmes Gard, est un rhumatologue, pionnier de la podologie. La famille est originaire de Beulotte-Saint-Laurent en Haute-Saône.

### Jeannel
- Edmé Charles Jeannel,  né le 20 février 1738 Procureur au Châtelet de Paris[19]
- Étienne-Louis Jeannel, (1700-1778) lieutenant général au bailliage de Montmirail[19].
- Charles Jeannel (1809-1886), philosophe, professeur à l'université de Rennes, puis de Montpellier, écrivain.
- Julien-François Jeannel (14 février 1814 - 24 mars 1896) scientifique, véritable « homme protée2 », est un pharmacien militaire français, médecin et chercheur, hygiéniste, pionnier du concentré de viande séchée et de la poste aérienne3, l'un des cofondateurs de l'AGMF, de la Faculté libre de médecine de Lille et de la Société forestière française des amis des arbres. Ce scientifique est le père de Maurice Jeannel, aïeul de René Jeannel et trisaïeul de Jean-Marie Galmiche.

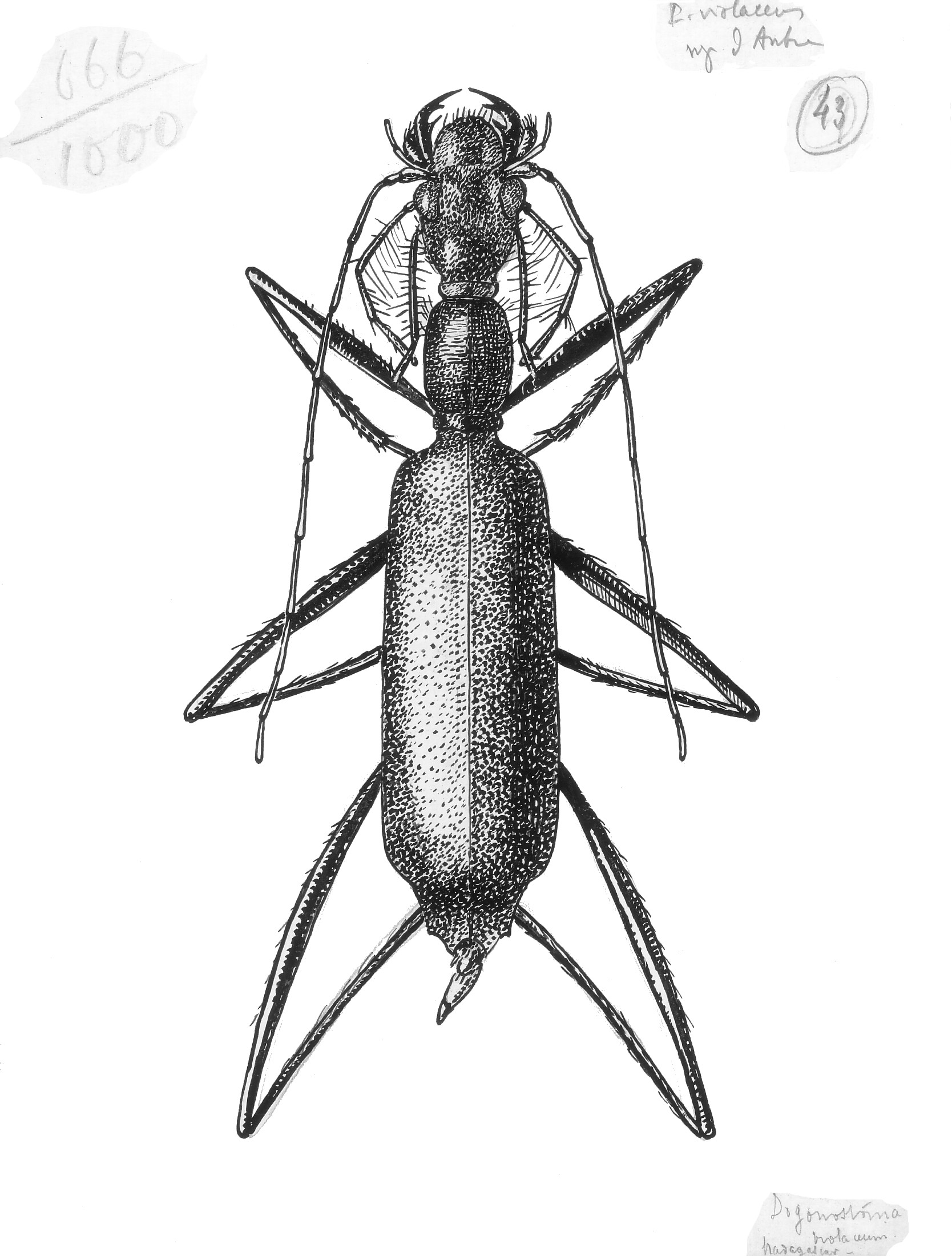
Digonostoma Violaceus de Madagascar ; dessin à l’encre de chine de René Jeannel.

- Digonostoma Violaceus de Madagascar ; dessin à l’encre de chine de René Jeannel.Maurice Jeannel, né le 1er février 1850 à Bordeaux et mort le 13 septembre 1918 à Paris, est un médecin français. Il est le second fils de Julien-François Jeannel et Anne Ruelle, père de René Jeannel, beau-père de Paul Galmiche et aïeul de Jean-Marie Galmiche. En décembre 1876, il épouse Berthe Legay. En 17 ans de mariage ils auront neuf enfants dont six parviendront à l'âge adulte. Il fait ses études de médecine à l’École Impériale du Service de Santé militaire, ce qui le contraint à un engagement de 10 ans dans l’armée qu’il quitte en 1880. Sa notoriété se fera en tant que praticien, enseignant spécialiste de la chirurgie abdominale puis Doyen de la Faculté de médecine de Toulouse. Ses pairs lui élèvent un buste en marbre signé Georges Vivent1,2 dans la salle du Conseil de la Faculté en 1923 pour célébrer l'exercice de celui qui fut professeur pendant 34 ans et doyen pendant neuf ans.
- René Gabriel Jeannel, né le 22 mars 1879 à Paris 4e et mort le 20 février 1965 à Paris 7e, ancien interne des hôpitaux de Paris est un naturaliste français (à la fois zoologiste, entomologiste, botaniste, géologue, paléontologue, préhistorien, spéléologue, explorateur et biogéographe). Il fut directeur du Muséum national d'histoire naturelle. En 1969, il était considéré par ses pairs comme « l’un des plus éminents entomologistes de notre époque » et « le maître incontesté dans le monde entier de l'entomologie souterraine »1.
- René Gabriel Jeannel est le petit-fils de Julien-François Jeannel, le fils de Maurice Jeannel et l'aïeul maternel de Jean-Marie Galmiche.

## Arbre généalogique simplifié
|  |  |  |  |  |  |  |  |  |  |  |  |  |  |  |  | Louis Jeannel 1700-1778                                          |                                                                  |                                                                  |                                                                  |                                                                  |                                                                  |  |  |                     |                     |                     |                     |                     |                     |  |  |                                                         |                                                         |                                                         |                                                         |                                                         |                                                         |  |  |  |  |  |  |                                                    |                                                    |                                                    |                                                    |                                                    |                                                    |  |  |  |  |                                                           |                                                           |                                                           |                                                           |                                                           |                                                           |  |  |  |  |  |  |  |  |  |  |  |  |  |  |  |  |
|  |  |  |  |  |  |  |  |  |  |  |  |  |  |  |  |                                                                  |                                                                  |                                                                  |                                                                  |                                                                  |                                                                  |  |  |                     |                     |                     |                     |                     |                     |  |  |                                                         |                                                         |                                                         |                                                         |                                                         |                                                         |  |  |  |  |  |  |                                                    |                                                    |                                                    |                                                    |                                                    |                                                    |  |  |  |  |                                                           |                                                           |                                                           |                                                           |                                                           |                                                           |  |  |  |  |  |  |  |  |  |  |  |  |  |  |  |  |
|  |  |  |  |  |  |  |  |  |  |  |  |  |  |  |  | Edmé Jeannel 20.2.1738-                                          |                                                                  |                                                                  |                                                                  |                                                                  |                                                                  |  |  |                     |                     |                     |                     |                     |                     |  |  |                                                         |                                                         |                                                         |                                                         |                                                         |                                                         |  |  |  |  |  |  |                                                    |                                                    |                                                    |                                                    |                                                    |                                                    |  |  |  |  |                                                           |                                                           |                                                           |                                                           |                                                           |                                                           |  |  |  |  |  |  |  |  |  |  |  |  |  |  |  |  |
|  |  |  |  |  |  |  |  |  |  |  |  |  |  |  |  |                                                                  |                                                                  |                                                                  |                                                                  |                                                                  |                                                                  |  |  |                     |                     |                     |                     |                     |                     |  |  |                                                         |                                                         |                                                         |                                                         |                                                         |                                                         |  |  |  |  |  |  |                                                    |                                                    |                                                    |                                                    |                                                    |                                                    |  |  |  |  |                                                           |                                                           |                                                           |                                                           |                                                           |                                                           |  |  |  |  |  |  |  |  |  |  |  |  |  |  |  |  |
|  |  |  |  |  |  |  |  |  |  |  |  |  |  |  |  | Charles François Jeannel.... Paris 1780 Meaux 1841               | Charles François Jeannel.... Paris 1780 Meaux 1841               | Charles François Jeannel.... Paris 1780 Meaux 1841               | Charles François Jeannel.... Paris 1780 Meaux 1841               | Charles François Jeannel.... Paris 1780 Meaux 1841               | Charles François Jeannel.... Paris 1780 Meaux 1841               |  |  |                     |                     |                     |                     |                     |                     |  |  |                                                         |                                                         |                                                         |                                                         |                                                         |                                                         |  |  |  |  |  |  |                                                    |                                                    |                                                    |                                                    |                                                    |                                                    |  |  |  |  | Jean Claude Galmiche Esmoulières 1758-1832                | Jean Claude Galmiche Esmoulières 1758-1832                | Jean Claude Galmiche Esmoulières 1758-1832                | Jean Claude Galmiche Esmoulières 1758-1832                | Jean Claude Galmiche Esmoulières 1758-1832                | Jean Claude Galmiche Esmoulières 1758-1832                |  |  |  |  |  |  |  |  |  |  |  |  |  |  |  |  |
|  |  |  |  |  |  |  |  |  |  |  |  |  |  |  |  | Charles François Jeannel.... Paris 1780 Meaux 1841               | Charles François Jeannel.... Paris 1780 Meaux 1841               | Charles François Jeannel.... Paris 1780 Meaux 1841               | Charles François Jeannel.... Paris 1780 Meaux 1841               | Charles François Jeannel.... Paris 1780 Meaux 1841               | Charles François Jeannel.... Paris 1780 Meaux 1841               |  |  |                     |                     |                     |                     |                     |                     |  |  |                                                         |                                                         |                                                         |                                                         |                                                         |                                                         |  |  |  |  |  |  |                                                    |                                                    |                                                    |                                                    |                                                    |                                                    |  |  |  |  | Jean Claude Galmiche Esmoulières 1758-1832                | Jean Claude Galmiche Esmoulières 1758-1832                | Jean Claude Galmiche Esmoulières 1758-1832                | Jean Claude Galmiche Esmoulières 1758-1832                | Jean Claude Galmiche Esmoulières 1758-1832                | Jean Claude Galmiche Esmoulières 1758-1832                |  |  |  |  |  |  |  |  |  |  |  |  |  |  |  |  |
|  |  |  |  |  |  |  |  |  |  |  |  |  |  |  |  | Julien-François Jeannel.... Paris 1814 Villefranche-sur-Mer 1896 | Julien-François Jeannel.... Paris 1814 Villefranche-sur-Mer 1896 | Julien-François Jeannel.... Paris 1814 Villefranche-sur-Mer 1896 | Julien-François Jeannel.... Paris 1814 Villefranche-sur-Mer 1896 | Julien-François Jeannel.... Paris 1814 Villefranche-sur-Mer 1896 | Julien-François Jeannel.... Paris 1814 Villefranche-sur-Mer 1896 |  |  |                     |                     |                     |                     |                     |                     |  |  |                                                         |                                                         |                                                         |                                                         |                                                         |                                                         |  |  |  |  |  |  |                                                    |                                                    |                                                    |                                                    |                                                    |                                                    |  |  |  |  | Napoléon Galmiche Beulotte-Saint-Laurent 1811 Gézier 1875 | Napoléon Galmiche Beulotte-Saint-Laurent 1811 Gézier 1875 | Napoléon Galmiche Beulotte-Saint-Laurent 1811 Gézier 1875 | Napoléon Galmiche Beulotte-Saint-Laurent 1811 Gézier 1875 | Napoléon Galmiche Beulotte-Saint-Laurent 1811 Gézier 1875 | Napoléon Galmiche Beulotte-Saint-Laurent 1811 Gézier 1875 |  |  |  |  |  |  |  |  |  |  |  |  |  |  |  |  |
|  |  |  |  |  |  |  |  |  |  |  |  |  |  |  |  | Julien-François Jeannel.... Paris 1814 Villefranche-sur-Mer 1896 | Julien-François Jeannel.... Paris 1814 Villefranche-sur-Mer 1896 | Julien-François Jeannel.... Paris 1814 Villefranche-sur-Mer 1896 | Julien-François Jeannel.... Paris 1814 Villefranche-sur-Mer 1896 | Julien-François Jeannel.... Paris 1814 Villefranche-sur-Mer 1896 | Julien-François Jeannel.... Paris 1814 Villefranche-sur-Mer 1896 |  |  |                     |                     |                     |                     |                     |                     |  |  |                                                         |                                                         |                                                         |                                                         |                                                         |                                                         |  |  |  |  |  |  |                                                    |                                                    |                                                    |                                                    |                                                    |                                                    |  |  |  |  | Napoléon Galmiche Beulotte-Saint-Laurent 1811 Gézier 1875 | Napoléon Galmiche Beulotte-Saint-Laurent 1811 Gézier 1875 | Napoléon Galmiche Beulotte-Saint-Laurent 1811 Gézier 1875 | Napoléon Galmiche Beulotte-Saint-Laurent 1811 Gézier 1875 | Napoléon Galmiche Beulotte-Saint-Laurent 1811 Gézier 1875 | Napoléon Galmiche Beulotte-Saint-Laurent 1811 Gézier 1875 |  |  |  |  |  |  |  |  |  |  |  |  |  |  |  |  |
|  |  |  |  |  |  |  |  |  |  |  |  |  |  |  |  | Maurice Jeannel.... Bordeaux 1850 Paris 1918                     | Maurice Jeannel.... Bordeaux 1850 Paris 1918                     | Maurice Jeannel.... Bordeaux 1850 Paris 1918                     | Maurice Jeannel.... Bordeaux 1850 Paris 1918                     | Maurice Jeannel.... Bordeaux 1850 Paris 1918                     | Maurice Jeannel.... Bordeaux 1850 Paris 1918                     |  |  |                     |                     |                     |                     |                     |                     |  |  |                                                         |                                                         |                                                         |                                                         |                                                         |                                                         |  |  |  |  |  |  |                                                    |                                                    |                                                    |                                                    |                                                    |                                                    |  |  |  |  | Claude Joseph Galmiche Gézier 1842 Gézier 1918            | Claude Joseph Galmiche Gézier 1842 Gézier 1918            | Claude Joseph Galmiche Gézier 1842 Gézier 1918            | Claude Joseph Galmiche Gézier 1842 Gézier 1918            | Claude Joseph Galmiche Gézier 1842 Gézier 1918            | Claude Joseph Galmiche Gézier 1842 Gézier 1918            |  |  |  |  |  |  |  |  |  |  |  |  |  |  |  |  |
|  |  |  |  |  |  |  |  |  |  |  |  |  |  |  |  | Maurice Jeannel.... Bordeaux 1850 Paris 1918                     | Maurice Jeannel.... Bordeaux 1850 Paris 1918                     | Maurice Jeannel.... Bordeaux 1850 Paris 1918                     | Maurice Jeannel.... Bordeaux 1850 Paris 1918                     | Maurice Jeannel.... Bordeaux 1850 Paris 1918                     | Maurice Jeannel.... Bordeaux 1850 Paris 1918                     |  |  |                     |                     |                     |                     |                     |                     |  |  |                                                         |                                                         |                                                         |                                                         |                                                         |                                                         |  |  |  |  |  |  |                                                    |                                                    |                                                    |                                                    |                                                    |                                                    |  |  |  |  | Claude Joseph Galmiche Gézier 1842 Gézier 1918            | Claude Joseph Galmiche Gézier 1842 Gézier 1918            | Claude Joseph Galmiche Gézier 1842 Gézier 1918            | Claude Joseph Galmiche Gézier 1842 Gézier 1918            | Claude Joseph Galmiche Gézier 1842 Gézier 1918            | Claude Joseph Galmiche Gézier 1842 Gézier 1918            |  |  |  |  |  |  |  |  |  |  |  |  |  |  |  |  |
|  |  |  |  |  |  |  |  |  |  |  |  |  |  |  |  |                                                                  |                                                                  |                                                                  |                                                                  |                                                                  |                                                                  |  |  |                     |                     |                     |                     |                     |                     |  |  |                                                         |                                                         |                                                         |                                                         |                                                         |                                                         |  |  |  |  |  |  |                                                    |                                                    |                                                    |                                                    |                                                    |                                                    |  |  |  |  |                                                           |                                                           |                                                           |                                                           |                                                           |                                                           |  |  |  |  |  |  |  |  |  |  |  |  |  |  |  |  |
|  |  |  |  |  |  |  |  |  |  |  |  |  |  |  |  | René Jeannel.... Paris 1879 Paris 1965                           | René Jeannel.... Paris 1879 Paris 1965                           | René Jeannel.... Paris 1879 Paris 1965                           | René Jeannel.... Paris 1879 Paris 1965                           | René Jeannel.... Paris 1879 Paris 1965                           | René Jeannel.... Paris 1879 Paris 1965                           |  |  |                     |                     |                     |                     |                     |                     |  |  | Claude Élie Galmiche Gézier 1883 Neuilly-sur-seine 1961 | Claude Élie Galmiche Gézier 1883 Neuilly-sur-seine 1961 | Claude Élie Galmiche Gézier 1883 Neuilly-sur-seine 1961 | Claude Élie Galmiche Gézier 1883 Neuilly-sur-seine 1961 | Claude Élie Galmiche Gézier 1883 Neuilly-sur-seine 1961 | Claude Élie Galmiche Gézier 1883 Neuilly-sur-seine 1961 |  |  |  |  |  |  | Émile Gustave Galmiche..... Gézier 1885 Montbard ? | Émile Gustave Galmiche..... Gézier 1885 Montbard ? | Émile Gustave Galmiche..... Gézier 1885 Montbard ? | Émile Gustave Galmiche..... Gézier 1885 Montbard ? | Émile Gustave Galmiche..... Gézier 1885 Montbard ? | Émile Gustave Galmiche..... Gézier 1885 Montbard ? |  |  |  |  |                                                           |                                                           |                                                           |                                                           |                                                           |                                                           |  |  |  |  |  |  |  |  |  |  |  |  |  |  |  |  |
|  |  |  |  |  |  |  |  |  |  |  |  |  |  |  |  | René Jeannel.... Paris 1879 Paris 1965                           | René Jeannel.... Paris 1879 Paris 1965                           | René Jeannel.... Paris 1879 Paris 1965                           | René Jeannel.... Paris 1879 Paris 1965                           | René Jeannel.... Paris 1879 Paris 1965                           | René Jeannel.... Paris 1879 Paris 1965                           |  |  |                     |                     |                     |                     |                     |                     |  |  | Claude Élie Galmiche Gézier 1883 Neuilly-sur-seine 1961 | Claude Élie Galmiche Gézier 1883 Neuilly-sur-seine 1961 | Claude Élie Galmiche Gézier 1883 Neuilly-sur-seine 1961 | Claude Élie Galmiche Gézier 1883 Neuilly-sur-seine 1961 | Claude Élie Galmiche Gézier 1883 Neuilly-sur-seine 1961 | Claude Élie Galmiche Gézier 1883 Neuilly-sur-seine 1961 |  |  |  |  |  |  | Émile Gustave Galmiche..... Gézier 1885 Montbard ? | Émile Gustave Galmiche..... Gézier 1885 Montbard ? | Émile Gustave Galmiche..... Gézier 1885 Montbard ? | Émile Gustave Galmiche..... Gézier 1885 Montbard ? | Émile Gustave Galmiche..... Gézier 1885 Montbard ? | Émile Gustave Galmiche..... Gézier 1885 Montbard ? |  |  |  |  |                                                           |                                                           |                                                           |                                                           |                                                           |                                                           |  |  |  |  |  |  |  |  |  |  |  |  |  |  |  |  |
|  |  |  |  |  |  |  |  |  |  |  |  |  |  |  |  | Jacqueline Renée Jeannel.... Toulouse 1918-                      | Jacqueline Renée Jeannel.... Toulouse 1918-                      | Jacqueline Renée Jeannel.... Toulouse 1918-                      | Jacqueline Renée Jeannel.... Toulouse 1918-                      | Jacqueline Renée Jeannel.... Toulouse 1918-                      | Jacqueline Renée Jeannel.... Toulouse 1918-                      |  |  |                     |                     |                     |                     |                     |                     |  |  | Paul Galmiche Exideuil 1914 Nîmes 2004                  | Paul Galmiche Exideuil 1914 Nîmes 2004                  | Paul Galmiche Exideuil 1914 Nîmes 2004                  | Paul Galmiche Exideuil 1914 Nîmes 2004                  | Paul Galmiche Exideuil 1914 Nîmes 2004                  | Paul Galmiche Exideuil 1914 Nîmes 2004                  |  |  |  |  |  |  | Bernard Galmiche Montbard 1919.. Meylan 1997       | Bernard Galmiche Montbard 1919.. Meylan 1997       | Bernard Galmiche Montbard 1919.. Meylan 1997       | Bernard Galmiche Montbard 1919.. Meylan 1997       | Bernard Galmiche Montbard 1919.. Meylan 1997       | Bernard Galmiche Montbard 1919.. Meylan 1997       |  |  |  |  |                                                           |                                                           |                                                           |                                                           |                                                           |                                                           |  |  |  |  |  |  |  |  |  |  |  |  |  |  |  |  |
|  |  |  |  |  |  |  |  |  |  |  |  |  |  |  |  | Jacqueline Renée Jeannel.... Toulouse 1918-                      | Jacqueline Renée Jeannel.... Toulouse 1918-                      | Jacqueline Renée Jeannel.... Toulouse 1918-                      | Jacqueline Renée Jeannel.... Toulouse 1918-                      | Jacqueline Renée Jeannel.... Toulouse 1918-                      | Jacqueline Renée Jeannel.... Toulouse 1918-                      |  |  |                     |                     |                     |                     |                     |                     |  |  | Paul Galmiche Exideuil 1914 Nîmes 2004                  | Paul Galmiche Exideuil 1914 Nîmes 2004                  | Paul Galmiche Exideuil 1914 Nîmes 2004                  | Paul Galmiche Exideuil 1914 Nîmes 2004                  | Paul Galmiche Exideuil 1914 Nîmes 2004                  | Paul Galmiche Exideuil 1914 Nîmes 2004                  |  |  |  |  |  |  | Bernard Galmiche Montbard 1919.. Meylan 1997       | Bernard Galmiche Montbard 1919.. Meylan 1997       | Bernard Galmiche Montbard 1919.. Meylan 1997       | Bernard Galmiche Montbard 1919.. Meylan 1997       | Bernard Galmiche Montbard 1919.. Meylan 1997       | Bernard Galmiche Montbard 1919.. Meylan 1997       |  |  |  |  |                                                           |                                                           |                                                           |                                                           |                                                           |                                                           |  |  |  |  |  |  |  |  |  |  |  |  |  |  |  |  |
|  |  |  |  |  |  |  |  |  |  |  |  |  |  |  |  |                                                                  |                                                                  |                                                                  |                                                                  |                                                                  |                                                                  |  |  |                     |                     |                     |                     |                     |                     |  |  |                                                         |                                                         |                                                         |                                                         |                                                         |                                                         |  |  |  |  |  |  |                                                    |                                                    |                                                    |                                                    |                                                    |                                                    |  |  |  |  |                                                           |                                                           |                                                           |                                                           |                                                           |                                                           |  |  |  |  |  |  |  |  |  |  |  |  |  |  |  |  |
|  |  |  |  |  |  |  |  |  |  |  |  |  |  |  |  |                                                                  |                                                                  |                                                                  |                                                                  |                                                                  |                                                                  |  |  | Jean-Marie Galmiche | Jean-Marie Galmiche | Jean-Marie Galmiche | Jean-Marie Galmiche | Jean-Marie Galmiche | Jean-Marie Galmiche |  |  |                                                         |                                                         |                                                         |                                                         |                                                         |                                                         |  |  |  |  |  |  | Michel Galmiche Monbard 1946, Clichy 1992          | Michel Galmiche Monbard 1946, Clichy 1992          | Michel Galmiche Monbard 1946, Clichy 1992          | Michel Galmiche Monbard 1946, Clichy 1992          | Michel Galmiche Monbard 1946, Clichy 1992          | Michel Galmiche Monbard 1946, Clichy 1992          |  |  |  |  |                                                           |                                                           |                                                           |                                                           |                                                           |                                                           |  |  |  |  |  |  |  |  |  |  |  |  |  |  |  |  |

## Galerie

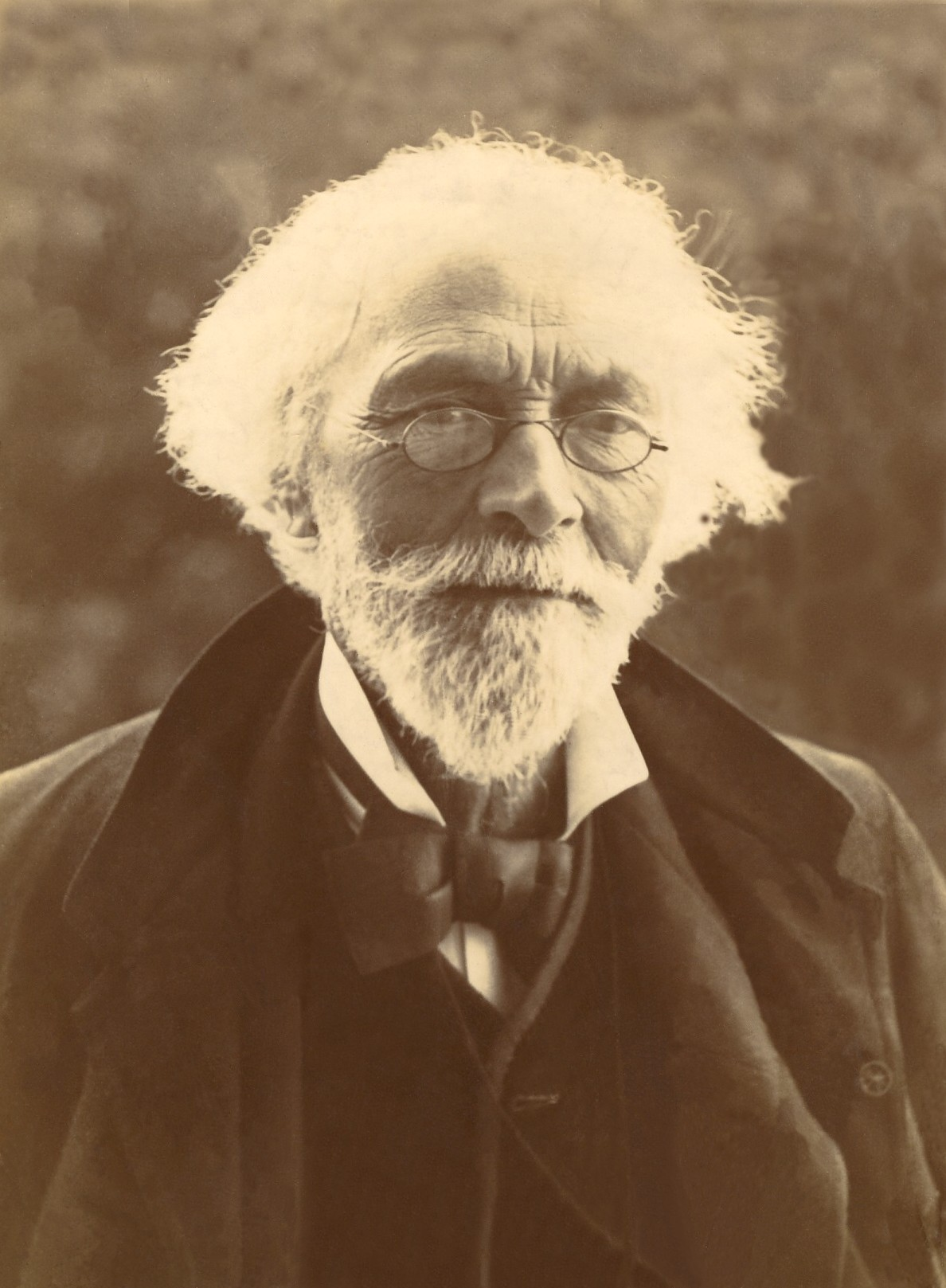
JUlien François Jeannel en 1894
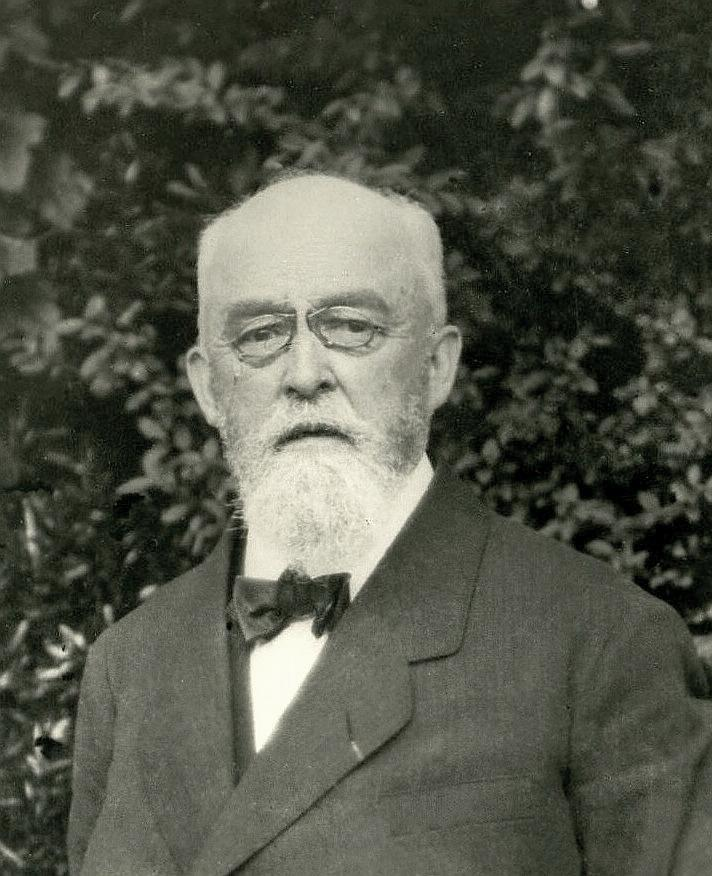
Dr Maurice Jeannel en 1915
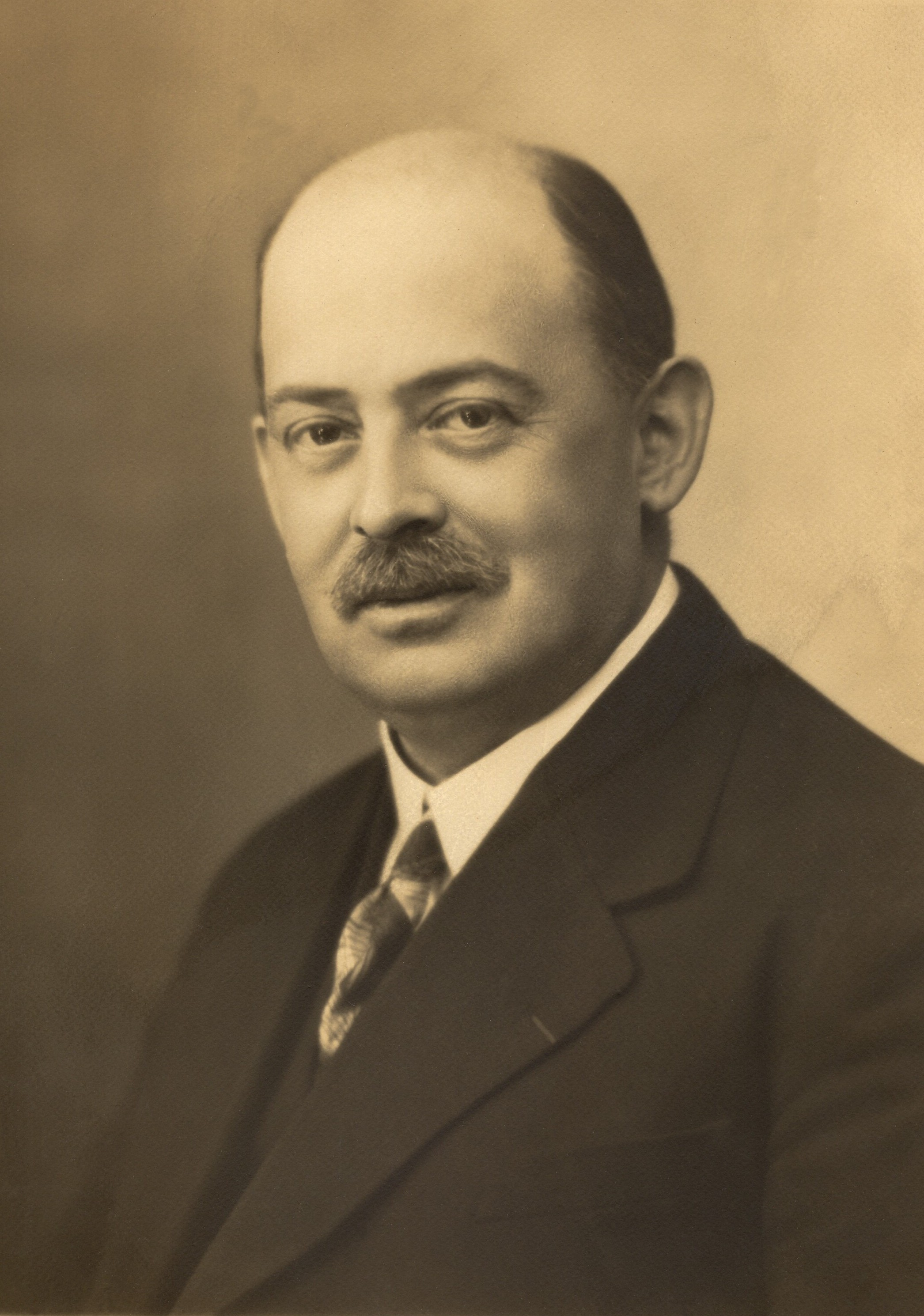
Rene Jeannel entomologiste par P Nadar en 1932
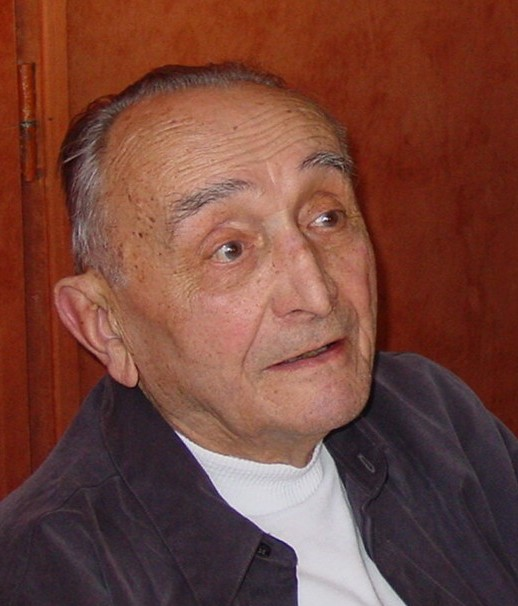
Dr Paul Galmiche Rhumatologue
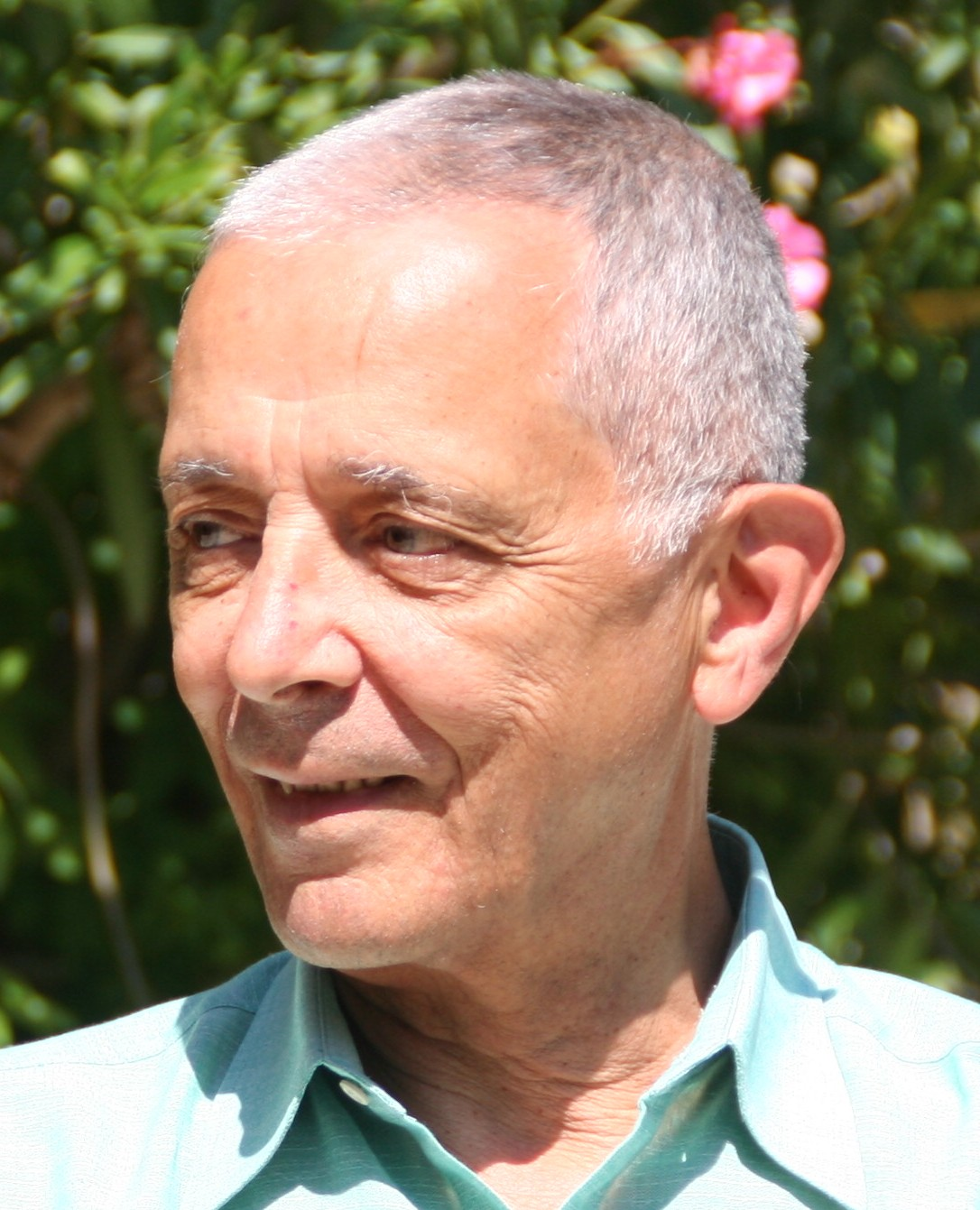
Dr Jean-Marie Galmiche Radiologue